# 제주 사람발자국과 동물발자국 화석 산지
제주 사람발자국과 동물발자국 화석 산지(濟州 사람발자국과 動物발자국 化石 産地)는 대한민국 제주특별자치도 서귀포시 대정읍에 있는 천연기념물이다. 사람발자국 및 각종 동물발자국 등의 중요화석이 수백여점 발견된 화석집산지로서 학술적 가치가 높아 2005년 9월 8일 천연기념물 제464호로 지정되었다.

## 개요
문화재 지정 구역은 대정읍 상모리 626의1, 안덕면 사계리 3530의4 일대 해안도로와 인접한 공유수면으로, 최장 길이 430ｍ, 최장 폭 300ｍ 규모이다.

## 참고 자료
- 제주사람발자국과동물발자국화석산지 - 국가유산청 국가유산포털
- 제주 사람 발자국과 동물 발자국 화석 산지 - 디지털서귀포문화대전